# Nelu Badea
Nelu Badea este un senator român în legislatura 1996-2000 ales în județul Ialomița pe listele partidului PUNR.

## Legaturi externe
- Nelu Badea Arhivat în 22 august 2016, la Wayback Machine. la cdep.ro